# Нефрокальциноз
Нефрокальциноз — відкладення  сульфату кальцію   в нирковій тканині.  Відкладення відбувається в епітелії, просвіті ниркових канальців та інтерстиціальній тканині нирки і призводить до хронічного тубулоінтерстиціального нефриту. Це часто стає очевидним лише клінічно через супутнє утворення сечових каменів при нирковій кольці або хронічній нирковій недостатності.  

## Частота виникнення
Періодичність невідома.

## Причини виникнення
Причинами можуть бути порушення кальцієвого обміну, «кальцифікація» попередньо пошкодженої ниркової тканини,  відкладення в рамках амілоїдозу чи плазмоцитоми, а також молочно-лужний синдром і тривала гіперфосфатурія.

## Класифікація
Розрізняють 
- Первиннy формy в здоровій нирковій тканині, пригіперкальціємії  з підвищеним виведенням через нирки або надто високим значенням pH, напр. B. Гіперпаратиреоз, ідіопатична гіперкальціурія
- Вториннy формy з попередньо пошкодженою нирковою тканиною, тобто після некрозу канальців, при амілоїдозі, саркоїдозі або множинній мієломі також після іммобілізації.

За локалізацією в нирці розрізняють:    
- медулярну форму, в мозковій речовині нирок, більш ніж у 90%, при
  - Нирковий тубулярний ацидоз типу 1, поширена причина ниркової тубулопатії у дітей
  - Гіпероксалурія
  - Тубулопатії з втратою калію (наприклад, синдром Бернетта) або втратою магнію
  - Гіпофосфатемічний рахіт
  - Гіпофосфатазія
  - Синдром Фанконі
  - Гіпервітаміноз D
  - Медулярна губчаста нирка
- кіркову форму, в корковій речовині нирки, при тромбозі ниркової вени (найчастіша причина у немовлят), хронічному гломерулонефриті, після травми або інфаркту нирки
- вогнищеву форму, локально обмежена, строго кажучи, не нефрокальциноз, а кальцифікація нирки, при ксантогранулематозному пієлонефриті, абсцесі нирки, папілярному некрозі, туберкульозі чи мікозі, а також при судинній мальформації в нирці, кальцифікації пухлини в гіпернефромі, гематомі або в краю кісти

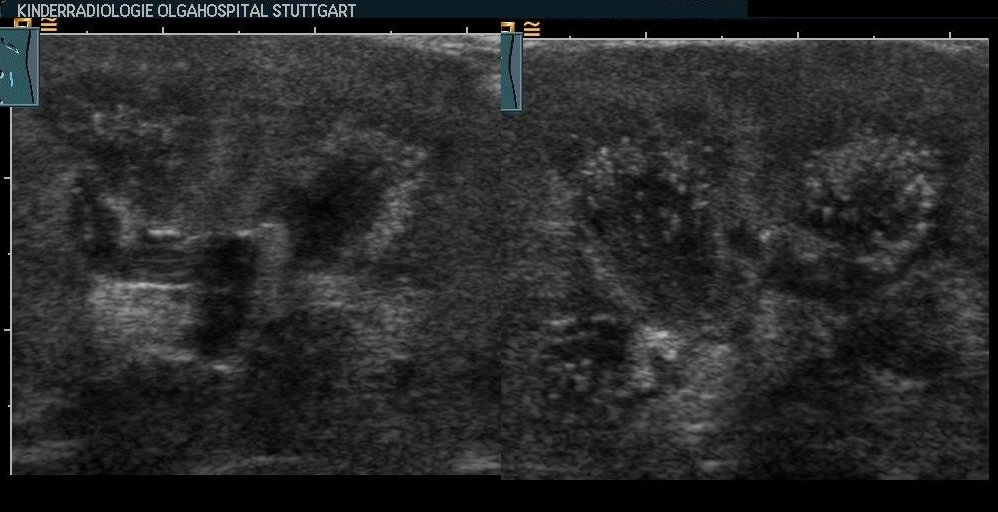
Нефрокальциноз, кільцеподібний (сонографічний I ступінь) у 10-річної дитини

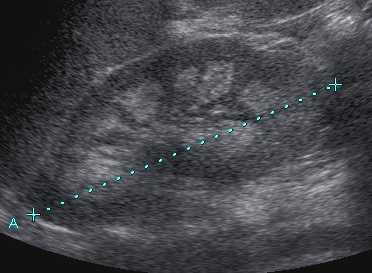
Медулярний нефрокальциноз на УЗД (II ступінь)

## Діагностика
- I ступінь: незначне кільцеподібне підвищення ехогенності між медулярними пірамідами та корою нирки
- II ступінь: незначне дифузне підвищення ехогенності всієї медулярної піраміди
- III ступінь: виражене однорідне підвищення ехогенності

Кальцинати можна виявити лише пізніше на рентгенівському знімку.

## Терапія
Лікування спочатку спрямоване проти гіперкальціємії шляхом збільшення потоку сечі (діурезу), можливо, бісфосфонатів або кальцитоніну, а потім проти основної причини.

## Історія
Історичні назви англ. Albright's calcinosis; Anderson-Carr kidney за Фуллером Олбрайтом, а також американським хірургом Л. Ф. Андерсоном  і британським рентгенологом Реджинальда Дж. Карра.

## Вебпосилання
- Рідкісні захворювання
- Medline Plus
- Рентгенопедія

## Дивись також
- Нирковий тубулярний ацидоз
- Камені в нирках

## Індивідуальні докази
1. ↑  Сульфат кальцію — Вікіпедія (wikipedia.org)
2. 1 2  Ch. Morath, E. Ritz, K. Andrassy: Nephrokalzinose. In: H. Greten, F. Rinninger, T. Greten (Hrsg.): Innere Medizin. 13. Auflage. Thieme, Stuttgart 2010, (E-Book)
3. 1 2 3  Pschyrembel online
4. 1 2 3  A. Sigel, R.-H. Ringert (Hrsg.): Kinderurologie. 2. Auflage. Springer, Berlin 2001, ISBN 3-662-08081-8 (Print), ISBN 978-3-662-08080-1 (E-Book), S. 257ff.
5. ↑  Синдром молочно-лужного синдрому: симптоми, причини та діагностика. uae.pvgazeta.info (укр.). Процитовано 23 грудня 2023.
6. ↑  G. Staatz, G. Alzen: Nephrokalzinose. In: G. Benz-Bohm (Hrsg.in): Kinderradiologie. 2. Auflage. 2005, [doi:10.1055/b-004-133337], Benz-Bohm Kinderradiologie
7. ↑  K. Ebel, E. Willich, E. Richter (Hrsg.): Differentialdiagnostik in der Pädiatrischen Radiologie. Bd. II, S. 393, Thieme, 1995, ISBN 3-13-128101-4.
8. ↑  L. Anderson, J. R. McDonald: The origin, frequency, and significance of microscopic calculi in the kidney. In: Surgery, gynecology & obstetrics. Band 82, März 1946, S. 275–282, PMID 21014137.
9. ↑  R. J. Carr: A new theory on the formation of renal calculi. In: British journal of urology. Band 26, Nummer 2, Juni 1954, S. 105–117, doi:10.1111/j.1464-410x.1954.tb06073.x, PMID 13172454.